# Seyssel (Ain)
Seyssel és un municipi francès situat al departament de l'Ain i a la regió d'Alvèrnia-Roine-Alps. L'any 2007 tenia 917 habitants.

## Demografia

### Població
El 2007 la població de fet de Seyssel era de 917 persones. Hi havia 425 famílies de les quals 166 eren unipersonals (77 homes vivint sols i 89 dones vivint soles), 108 parelles sense fills, 116 parelles amb fills i 35 famílies monoparentals amb fills.
La població ha evolucionat segons el següent gràfic:
Habitants censats

### Habitatges
El 2007 hi havia 565 habitatges, 428 eren l'habitatge principal de la família, 49 eren segones residències i 88 estaven desocupats. 301 eren cases i 262 eren apartaments. Dels 428 habitatges principals, 234 estaven ocupats pels seus propietaris, 173 estaven llogats i ocupats pels llogaters i 20 estaven cedits a títol gratuït; 13 tenien una cambra, 46 en tenien dues, 127 en tenien tres, 104 en tenien quatre i 138 en tenien cinc o més. 240 habitatges disposaven pel capbaix d'una plaça de pàrquing. A 200 habitatges hi havia un automòbil i a 163 n'hi havia dos o més.

### Piràmide de població
La piràmide de població per edats i sexe el 2009 era:
| Homes | Edats   | Dones |
| ----- | ------- | ----- |
| 0     | 95 o +  | 4     |
| 0     | 90 a 94 | 0     |
| 4     | 85 a 89 | 4     |
| 0     | 80 a 84 | 20    |
| 32    | 75 a 79 | 24    |
| 24    | 70 a 74 | 32    |
| 4     | 65 a 69 | 16    |
| 16    | 60 a 64 | 16    |
| 4     | 55 a 59 | 16    |
| 24    | 50 a 54 | 12    |
| 28    | 45 a 49 | 20    |
| 28    | 40 a 44 | 44    |
| 32    | 35 a 39 | 16    |
| 36    | 30 a 34 | 32    |
| 12    | 25 a 29 | 36    |
| 36    | 20 a 24 | 32    |
| 28    | 15 a 19 | 24    |
| 32    | 10 a 14 | 20    |
| 52    | 5 a 9   | 16    |
| 40    | 0 a 4   | 24    |

## Economia
El 2007 la població en edat de treballar era de 599 persones, 472 eren actives i 127 eren inactives. De les 472 persones actives 411 estaven ocupades (236 homes i 175 dones) i 61 estaven aturades (31 homes i 30 dones). De les 127 persones inactives 49 estaven jubilades, 30 estaven estudiant i 48 estaven classificades com a «altres inactius».

### Ingressos
El 2009 a Seyssel hi havia 417 unitats fiscals que integraven 931 persones, la mediana anual d'ingressos fiscals per persona era de 16.965 €.

### Activitats econòmiques
Dels 46 establiments que hi havia el 2007, 1 era d'una empresa extractiva, 2 d'empreses alimentàries, 3 d'empreses de fabricació d'altres productes industrials, 6 d'empreses de construcció, 4 d'empreses de comerç i reparació d'automòbils, 3 d'empreses de transport, 4 d'empreses d'hostatgeria i restauració, 1 d'una empresa d'informació i comunicació, 6 d'empreses financeres, 3 d'empreses immobiliàries, 3 d'empreses de serveis, 8 d'entitats de l'administració pública i 2 d'empreses classificades com a «altres activitats de serveis».
Dels 16 establiments de servei als particulars que hi havia el 2009, 1 era una gendarmeria, 1 oficina de correu, 3 oficines bancàries, 2 tallers de reparació d'automòbils i de material agrícola, 1 autoescola, 1 paleta, 2 lampisteries, 1 electricista, 2 perruqueries, 1 restaurant i 1 agència immobiliària.
L'únic establiment comercial que hi havia el 2009 era una fleca.
L'any 2000 a Seyssel hi havia 5 explotacions agrícoles.

## Equipaments sanitaris i escolars
L'únic equipament sanitari que hi havia el 2009 era una farmàcia.
El 2009 hi havia una escola elemental.

## Poblacions més properes
El següent diagrama mostra les poblacions més properes.